# 韋斯尼亞納克維特卡
47°15′3″N 31°31′40″E / 47.25083°N 31.52778°E
韋斯尼亞納克維特卡（烏克蘭語：Весняна Квітка），是烏克蘭南部的村莊，隸屬尼古拉耶夫州的尼古拉耶夫區。該村始建於1924年，面積0.85平方公里，海拔高度92米，2001年人口266，人口密度每平方公里312.9人。